# 리드 버니
리드 버니(Reed Birney, 1954년 9월 11일 ~ )는 미국의 배우이다.
알렉산드리아에서 태어났다. 《인간》(2015)으로 2016년 제70회 토니상 연극 부문 남우조연상을 수상하였다.

## 출연 작품
- 더 메뉴 (2022)
- 매스 (2021)
- 로스트 걸스 (2019년) - 피터 핵켓 역
- 라스트 픽-업 (2018년)
- 하프 더 퍼펙트 월드 (2016년) - 피터 역
- 매드 우먼 (2015년)
- 잭래빗 (2015년)
- 인 유어 아이즈 (2014년)
- 몰리의 상대성이론 (2013년) - 애셔 역
- 트웰브 써티 (2010년)
- 굿모닝 에브리원 (2010년)
- 체인질링 (2008년)
- 더 텐 (2007년)
- 업타운 걸스 (2003년)
- 지구에서 달까지 (1998년)
- 퍼펙트 머더 (1998년)
- 크라임웨이브 (1985년)
- 매혹의 소나타 (1981년)

### 텔레비전
- 로앤오더: 범죄 전담반 (1992-2010)
- 로앤오더: 뉴욕 특수수사대 (2002-05)
- 가십걸 (2007-09)
- Kings (2009)
- 하우스 오브 카드 (2013-17) - 도날스 블라이스 역
- 블랙리스트 (2014-15)
- 더 아메리칸즈 (2018)
- 석세션 (2021)

### 연극
- 인간 (2015)